# Eupelmus longicaudus
Eupelmus longicaudus is een vliesvleugelig insect uit de familie Eupelmidae. De wetenschappelijke naam is voor het eerst geldig gepubliceerd in 1988 door Kalina.